# 哈三
哈三（?—?），明代航海家。
哈三是陕西承宣布政使司西安府大学习巷清真寺掌教。哈三熟悉伊斯兰教经籍，通晓阿拉伯语。明成祖永乐十一年（1413年）跟随郑和出使西洋，任翻译，备顾问，兼船队中宰牲，联谊途中回教国诸事。归国后他的再传弟子在嘉靖二年（1523年）重修西安本清真寺。西域途中也有哈三城（哈山），根据《蒙古山水地图》在伊朗设拉子之南。

## 延伸阅读
[在维基数据编辑]
 《明史卷三百三十二》，出自《明史》